# Гамильтон, Эдмонд
Э́дмонд Мур Га́мильтон (англ. Edmond Moore Hamilton; 21 октября 1904[…], Янгстаун, Огайо — 1 февраля 1977[…], Ланкастер, Калифорния) — американский писатель-фантаст, популярный в середине XX века. Считается одним из основателей направления «космической оперы» в жанре научной фантастики.

## Биография
Эдмонд Мур Гамильтон родился 21 октября 1904 года в США в городе Янгстаун (штат Огайо). Он стал третьим ребёнком в семье. Его отец работал в местной газете художником-карикатуристом, мать до замужества преподавала в школе. После рождения сына отец Эдмонда оставил работу в газете и приобрёл небольшую ферму в деревне Поланд (Огайо). В 1911 году он получил работу в Ньюкасле, куда и переехала вся семья.
В школе Эдмонд Гамильтон был вундеркиндом и окончил её досрочно, в 14 лет. Сразу поступил в престижный колледж «Вестминстер» в городе Ист-Уилмингтон, на физический факультет. Первый и второй курсы студент Гамильтон окончил блестяще и даже получил поощрение от руководства колледжа как один из самых способных учеников, но с третьего курса был отчислен за непосещаемость и неуспеваемость.
В научной фантастике его дебют начался с рассказа «Бог — чудовище Мамурта», который появился в 1926 году, в августовском выпуске журнала Weird Tales. В том номере по рейтингу Гамильтон уступил только своему кумиру Абрахаму Мерриту, оттеснив на третье место популярного в то время автора литературы ужасов Говарда Лавкрафта. Гамильтон быстро стал одним из главных членов группы писателей, публиковавшихся в Weird Tales и собранных главным редактором журнала Фарнсуортом Райтом. В ту же группу ещё входили такие известные писатели, как Говард Лавкрафт и Роберт Говард. В период с 1926 по 1948 год в журнале Weird Tales было опубликовано 79 произведений Гамильтона. Это сделало его одним из самых плодовитых писателей.
Начиная с 1928 года, на страницах Weird Tales Гамильтон публикует свой «Межзвёздный патруль» — цикл из 8 повестей, являющийся первой «космической оперой» (в современном понимании этого термина). В нём писатель заложил каноны этого жанра, ставшие для него определяющими на десятилетия вперёд: межзвездные и даже межгалактические перелёты, космические пираты, «звёздные войны» с участием огромных армад боевых звездолётов, звёздная федерация (у Гамильтона «Объединенные звезды»), включающая большую часть Галактики.
В период между концом 1920-х и началом 1930-х годов, Гамильтон публиковался во всех американских pulp-журналах, издававших научную фантастику. Рассказ Гамильтона «Остров безрассудства» (The Island of Unreason) (журнал Wonder Stories, май 1933) был награждён, как лучший научно-фантастический рассказ года, премией Жюля Верна (это была первая НФ премия, вручаемая по результатам голосования читателей — прообраз премии Хьюго, учреждённой в 1953 году).
В тот период времени Гамильтон был почитаем и считался ветераном среди писателей, сотрудничавших с Weird Tales. В конце 30-х годов в Weird Tales были напечатаны несколько выдающихся фантастических рассказов Гамильтона, из которых наибольшей популярностью пользовался рассказ «Кто имеет крылья» (He That Hath Wings) (1938), впоследствии переиздававшийся чаще остальных.
Затем Гамильтон погрузился в создание серии рассказов, главным действующим лицом которых был супергерой Курт Ньютон, более известный как «капитан Фьючер» (Captain Future). В 40-50-е годы Гамильтон написал сотни рассказов в рамках этой серии. Они первоначально печатались в журналах, а позднее были опубликованы в виде 13 «романов». Сериал пользовался большой популярностью, но сам автор никогда не относился к нему серьёзно — для него это была лишь работа на заказ.
Идея создания сериала принадлежала нью-йоркскому редактору Морту Вайзенгеру, который при этом вдохновлялся популярным в те годы персонажем Док Севедж (англ. Doc Savage) — идеальным героем, сочетавшим в себе черты учёного и бойца. Рассказы о его приключениях публиковались в одноимённом журнале. М. Вайзенгер решил сделать то же самое, только на космических декорациях будущего (Док Севедж был современником — жил и действовал в XX веке).
Для написания серии Вайзенгер сразу решил нанять именно Эдмонда Гамильтона. В июне 1939 года он пригласил последнего на встречу, отправив ему письмо с примерным описанием сериала. Гамильтону нужны были деньги, но из-за своей примитивности большая часть идей Вайзенгера ему решительно не понравилась. Гамильтон поехал в Нью-Йорк и убедил Вайзенгера, что цикл о Фьючере нужно делать по-другому. После того, как Вайзенгер согласился с ним, Гамильтон начал работать.
О том, что сам писатель никогда не относился к этому проекту серьёзно, лучше всего говорят его собственные слова: «Поначалу мне платили так мало за эти романы, что я отсылал в редакцию первый черновик прямо из печатной машинки, без всякой правки. После публикации шестого романа ставка была увеличена, так что я стал дорабатывать черновики, и тексты стали получше…».
Скорее всего, именно цикл о капитане Фьючере имел в виду шведский писатель и критик Сэм Люндвал, который писал в своей «Иллюстрированной истории фантастики»: «Эдмонд Гамильтон (1904—1977) был удивительно зрелым и восприимчивым автором, который мог бы стать одним из самых великих писателей-фантастов, если бы не тратил так много времени и сил на мелодраматическую „космическую оперу“…, ибо другие космооперы, написанные Гамильтоном тогда же, в 40-е, но никак не связанные с капитаном Фьючером,— такие как „Три планетёра“ (1940) или самый известный его роман „Звёздные короли“ (1947) — стоят на много порядков выше, чем этот коммерческий сериал».
В 1946 году Эдмонд Гамильтон женился на писательнице Ли Дуглас Брэкетт, которая тоже писала фантастику. Их познакомил близкий друг Гамильтона, писатель-фантаст Джек Уильямсон. Через три года после свадьбы чета Гамильтонов поселилась на востоке США, на ферме в Кинсмене (Огайо), принадлежавшей дальним родственникам Гамильтона.
В послевоенные годы популярность Гамильтона пошла на убыль. К началу сороковых у него вырабатывается более чистый литературный язык, психология персонажей прорисовывается им глубже. Но писатель не сумел найти общий язык с Джоном Вудом Кэмпбеллом, главным редактором журнала «Astounding SF», который за несколько лет умелого руководства сумел сделать свой журнал ведущим фантастическим изданием Америки. Писатели, публиковавшиеся в Astounding, «автоматически» становились популярными. Однако Кэмпбелл отличался «диктаторской» манерой управления — у Гамильтона слишком много времени стало уходить на исправления и переписывания произведений. Как вспоминал писатель после неудачного опыта сотрудничества с Кэмпбеллом: «Больше я не посылал ему рассказов. По простой причине: я не мог заработать на жизнь, сочиняя для Джона Кэмпбелла. А ему не нравились авторы… сотрудничающие с другими журналами» (интервью П. Н. Хейдену).
Гамильтон продолжил сотрудничество с менее популярными журналами и опубликовал в них несколько удачных романов: «Звезда жизни» (1959), «Город на краю света» (1951), «Битва за звёзды» (1961), «Хранители звёзд» (1960). Также пользовалась популярностью трилогия о Звёздном Волке: «Звёздный волк I: Оружие извне» (1967), «Звёздный волк II: Закрытые миры» (1968), «Звёздный волк III: Мир звёздных волков» (1968).
Эдмонд Гамильтон умер 1 февраля 1977 года, на 73-м году жизни, не дождавшись публикации своего последнего сборника, составленного женой — «Лучшее Эдмонда Гамильтона» (1977).

## Факты
- Гамильтон был первым, кто ещё в 1928 году описал голографию (под термином телестерео), в первой повести из цикла о «Межзвёздном патруле» — «Сталкивающиеся солнца».
- «Похитители звёзд» (1929) и «В недрах туманности» (1929) — первые произведения научной фантастики, в которых была выдвинута концепция «Галактической Федерации».
- В «Проклятой галактике» (1935) Гамильтон впервые в художественной литературе сформулировал гипотезу расширяющейся Вселенной.
- Ещё до начала освоения человечеством космоса, Гамильтон в рассказе «Как там — извне?» (1952) предположил, что исследование Солнечной системы будет неэффективным из-за его дороговизны.
- Один из самых ранних примеров функциональных роботов описан в рассказе «Металлические гиганты» (1926).
- Сборник рассказов «Ужас на астероиде» (1936) — одна из самых первых книг американской фантастики, вышедших в твёрдом переплёте (hardcover).
- Основой сюжета дилогии Гамильтона «Звёздные короли» (1947) и «Возвращение к Звёздам» (1969) стали т. н. «звёздные войны». Значительная часть антуража фантастической саги «Звёздные войны» Джорджа Лукаса взята из Гамильтона. Сценарий фильма «Империя наносит ответный удар» («The Empire Strikes Back» (1980, 1997) написан в том числе Ли Брэкетт, женой писателя.
- Световой меч, популярный сегодня благодаря тем же «Звёздным войнам», был впервые придуман и описан Гамильтоном ещё в 1933 году, в романе «Калдар, мир Антареса»[8].
- Переводчик Сергей Сухинов, который к тому времени перевёл на русский язык 10 романов Гамильтона, в 1998—2006 гг. выпустил в серии «Стальная крыса» издательства «Эксмо» 15 романов в продолжение серии романов Гамильтона о Звёздном Волке («Звёздный Волк — 4: Капкан для Звёздного Волка» — «Звёздный Волк — 18: Террористы космоса»).[9]

В романе Капитан Футур впервые упомянул спутник Плутона Харон, за 38 лет до его открытия.

### Циклы произведений

#### Межзвёздный Патруль (Interstellar Patrol)
- - «Сталкивающиеся солнца» (Crashing Suns) (1928)
  - «Похитители звезд» (The Star-Stealers) (1929)
  - «В недрах туманности» (Within the Nebula) (1929)
  - «За пределами Вселенной» (Outside the Universe) (1929)
  - «Водители комет» (The Comet-Drivers) (1930)
  - «Солнечные люди» (The Sun People)(1930)
  - «Космическое облако» (The Cosmic Cloud) 1930)
  - «Корсары космоса» (Corsairs of the Cosmos) (1934)

#### Калдар, мир Антареса (Kaldar, World of Antares)
- - «Калдар, мир Антареса» (Kaldar, World of Antares) (1933)
  - «Змеиный народ Калдара» (Snake Men of Kaldar) (1933)
  - «Великий Мозг Калдара» (The Great Brain of Kaldar) (1935)

#### Доктор Дейл (Doctor Dale)
- - «Повелитель вампиров» (The Vampire Master) (1933)
  - «Обитель Ока Зла» (House of the Evil Eye) (1936)

#### Капитан Фьючер (Капитан Будущее;Captain Future)
1. «Капитан Фьючер и император космоса» (Captain Future & the Space Emperor) (1940)
2. «Капитан Фьючер приходит на помощь» (Calling Captain Future) (1940)
3. «Поиск капитана Фьючера» (Captain Future’s Challenge) (1940)
4. The Triumph of Captain Future (1940), в 1967 переиздано как «Галактическая миссия» (Galaxy Mission) (1967)
5. Captain Future and the Seven Space Stones (1941)
6. Star Trail to Glory (1941)
7. «Чародей с Марса» (The Magician of Mars) (1941)
8. The Lost World of Time (1941)
9. «Звёздный поиск» (Quest Beyond the Stars) (1942)
10. «Изгои Луны» (Outlaws of the Moon) (1942)
11. «Кометные короли» (The Comet Kings) (1942)
12. «Планетная угроза» (Planets in Peril) (1942)
13. The Face of the Deep (1943)
14. Star of Dread (1943)
15. Magic Moon (1944)
16. Red Sun of Danger (1945), в 1968 переиздано как «Опасная планета» (Danger Planet)
17. «Неукротимый мир» / «Таинственный мир» (Outlaw World) (1946)
18. «Галактическая миссия» (Galaxy Mission) (1967)
19. «Опасная планета» (Danger Planet) (1968; под псевдонимом Brett Sterling)
20. «Десятая планета» (The Tenth Planet) (1969; под псевдонимом Brett Sterling)

#### Звёздные короли (The Star Kings)
- - «Звёздные короли» (англ. The Star Kings) (1947; роман)
  - «Звёздный охотник» (англ. The Star Hunter) (1958; повесть)[10]
  - «Возвращение к звёздам» (англ. Return to the Stars) (1969; роман)
  - «Старк и звёздные короли» (англ. Stark & the Star Kings) (рассказ; в соавторстве с Ли Брекетт)

#### Звёздный волк (Starwolf)
- - «Оружие извне» или «Галактическое оружие» (The Weapon from Beyond) (1967)
  - «Закрытые миры» (The Closed Worlds) (1968)
  - «Мир звёздных волков» (World of the Starwolves) (1968)

### Романы
- «Всадники времени» (The Time Raider) (1927)
- «Озеро Жизни» (The Lake of Life) (1937)
- «Три планетёра» (The Three Planeteers) (1940)
- «Янки в Валгалле» (A Yank At Valhalla) (1941)
- «Убийство в клинике» (Murder in the Clinic) (1945)
- «Девушка-тигр» (Tiger Girl) (1945)
- «Таркол — повелитель неизведанного» (Tharkol, Lord of the Unknown) (1950)
- «Город на краю света» (The City at World’s End) (1951)
- «Звезда жизни» (The Star of Life) (1959)
- «Разрушитель Солнц» («Молот Валькаров») (The Sun Smasher) (1959)
- «Хранители звёзд» (The Haunted Stars) (1960)
- «Битва за звёзды» (Battle for the Stars) (1961)
- «Долина мироздания» (The Valley of Creation) (1964)
- «Беглец со звёзд» (Fugitive of the Stars) (1965)
- «Роковая звезда» (Doom Star) (1966)
- «Арфисты Титана» (The Harpers of Titan) (1967)

### Рассказы и повести
- Бог — чудовище Мамурта (1926)
- Города в воздухе (1929)
- Гостиница вне нашего мира
- Деревня вампиров
- Дети Солнца
- Дитя ветров
- Запертый мир (1929)
- «Завоевание двух миров» (Conquest of Two Worlds) (1932)
- Изгнание
- Кометная угроза (1928)
- Эволюционировавший (1931)
- Кто имеет крылья (1938)
- Тот, у кого были крылья
- Сокровище Громовой Луны (1942)
- Странствующие миры (1934)
- Как там — извне? (1952)
- Металлические гиганты (1926)
- «Мои бедные железные нервы» (примыкает к циклу «Капитан Фьючер», рассказ идёт от имени одного из его спутников — суперробота Грэга)
- На закате мира
- Невероятный мир (1947)
- Остров безрассудства (1933)
- Отверженный (1968)
- Межзвёздные старатели
- Проклятая галактика (1935)
- Плоскогорье невидимых людей
- Реквием (1962)
- Семена из космоса
- «Ужас на астероиде» (The Horror On the Asteroid) (1936)
- «Цитадель Звёздных Лордов» (Citadel of the Star Lords) (1956)
- Человек, видевший будущее (1930)
- Чужая земля